# Мегалит над село Бузовград
Мегалитът над село Бузовград (Врата на богинята Майка и Бащин камък или Бубакая) е древно светилище от времето на късния енеолит и началото на бронзовата епоха. Намира се по северните склонове на Сърнена Средна гора в близост до село Бузовград, община Казанлък. Източно от мегалита в близост се намира римската крепост Бузово кале. Работи се по задачата мегалитът над Бузовград да придобие статут на паметник с национално значение, който да бъде популяризиран като „Българският Стоунхендж“. На 28 май 2013 г. обектът е обявен за природна забележителност.

## Описание
Мегалитът представлява скална група, в която чрез изсичане е обособен отвор с височина около 1,80 m. Изграден е така, че Слънцето попада в „прозореца“ при залез. Той се състои от два хоризонтално разположени каменни блока, имащи за своя база два такива, които са част от основната скала на масива като по този начин образуват трилит. На хълма са разположени множество скални структури като т.нар. „трон“ и „жервеник“ в съседство на изток. Тронът се намира на около 5,80 m източно от отвора като скалата, върху която е издялан се намира на линията между старопланинския връх Триглав и обособения отвор на трилита. Откъм срещуположния край на прозореца има урва.
Погледнато в по-голям мащаб мегалитът попада на един от върховете на триъгълник, на чиито други два ъгли се намират столицата на одрисите Севтополис и могилата Голяма Косматка. Според Александър Фол на отсрещните старопланински хълмове, виждащи се през „прозореца“ има изградени подобни съоръжения. Възможно е освен култови съоръжения да са използвани и като военни наблюдателници и комуникационни точки. При ясно време връзката между тях се е осъществявала с бронзови слънчеви огледала, а през нощта с огньове.
Археолозите определят, че съоръжението е използвано още от населението обитаващо българските земи преди траките, а по-късно е наследено от самите траки. Вероятно то е изградено в периода 1800 – 1600 г. пр.н.е. Според предположения на археолозите в околността трябва да съществува древен некропол, но такъв не е открит.
В района на мегалита „Врата на богинята Майка“ е разпръснат част от праха на починалия през 2006 г. бележит траколог Александър Фол. През 2009 г. на един от гигантските камъни в деня на лятното равноденствие е поставена каменна плоча в негова чест.
| Снимка на Бащин камък Архив на оригинала от 2011-11-25 в Wayback Machine. |
| ------------------------------------------------------------------------- |

В близост до Слънчевата врата се намира друго скално образувание наречено „Бащин камък“. Вероятно това е естествена природно образувана скална група наподобяваща на пенис с тестиси. Оттук идва и характерното му наименование.

## Функция
Според древната религия и вярвания на траките, изгревът на слънцето символизира раждане, а залезът – смърт и отвъдния свят на мъртвите. Поради тази причина мегалитът вероятно символизира „Врата към отвъдното“. Предполага се, че е използван при култови ритуали и погребения на тракийски аристократи и жреци.
Основното предназначение на съоръжението е това да поддържа календара на траките. Навярно мегалитът е използван от древните за измерване на продължителността на астрономическата година и на годишните сезони. Това било възможно, защото слънчевите лъчи при залез(в деня на Лятното слънцестоене 21 юни), минават точно през отвора, оформен от каменните блокове, и падат на отсрещната скала.

## Екопътека
През 2005 г. към мегалита е изградена екопътека. В центъра на селото има указателни табели, които водят на юг в посока към село Средногорово. Непосредствено преди края на селото се завива вляво. От там, пътеката навлиза в гориста местност и се изкачва стръмно около два километра. Разстоянието се взима за около един час.